# Provinciaal elektriciteitsbedrijf

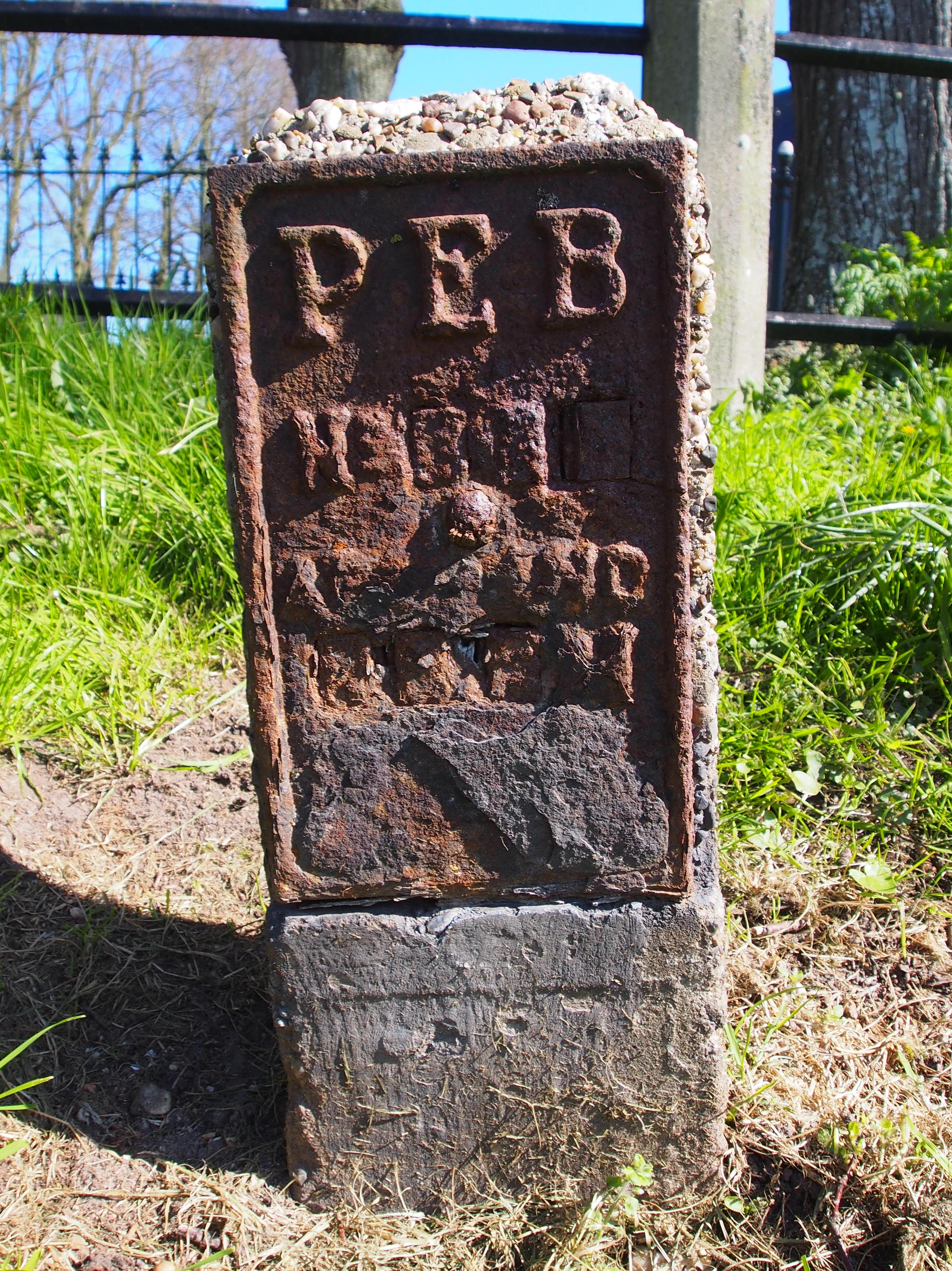
P.E.B. paaltje in Stiens

Een provinciaal elektriciteitsbedrijf was in Nederland een bedrijf dat (deels) in eigendom was van een provincie en verantwoordelijk was voor de elektriciteitsopwekking, -transport en -levering in gemeenten die geen gemeentelijk elektriciteitsbedrijf hadden. 

## Provinciale elektriciteitsbedrijven
Nederland kende de volgende provinciale elektriciteitsbedrijven:
- Elektriciteitsbedrijf voor Groningen en Drenthe (EGD) (tot 1967: PEB Groningen en N.V. Laagspanningsnetten)
- Provinciaal Elektriciteitsbedrijf Friesland (PEB Friesland)
- N.V. Electriciteitsmaatschappij IJsselcentrale (IJC)
- N.V. Provinciale Gelderse Elektriciteits-Maatschappij (PGEM)
- Provinciale Utrechtse Elektriciteits Maatschappij N.V. (PUEM)
  - Provinciaal en Gemeentelijk Utrechts Stroomleveringsbedrijf (PEGUS, leverde elektriciteit aan PUEM en het Utrechtse GEB)
- Provinciaal Elektriciteitsbedrijf van Noord-Holland (PEN)
- N.V. Provinciale Zeeuwsche Electriciteits-Maatschappij (PZEM)
- N.V. Provinciale Noord-Brabantse Electriciteits Maatschappij (PNEM)
- N.V. Provinciale Limburgse Elektriciteits-Maatschappij (PLEM)

De meeste PEB's waren naamloze vennootschappen, waarvan de aandelen in handen waren van de provincie (en de inliggende gemeenten). Het PEB Friesland en de PEN waren gedurende de langste tijd van hun bestaan een tak van dienst van de provincie. Het EGD was tot 1986 een openbaar lichaam op basis van een gemeenschappelijke regeling van de provincies Groningen en Drenthe en de gemeenten die door het EGD werden bediend.

## Provincies zonder provinciaal elektriciteitsbedrijf
De provincies Flevoland, Drenthe en Zuid-Holland hebben nooit een (eigen) provinciaal elektriciteitsbedrijf gehad. 

### Zuid-Holland
De gemeentelijke elektriciteitsbedrijven van Delft, Den Haag, Dordrecht, Gouda, Leiden en Rotterdam voorzagen ook de andere gemeenten in de provincie Zuid-Holland van elektriciteit, waardoor er geen noodzaak was om een provinciaal elektriciteitsbedrijf op te richten. In 1941 werd wel het Electriciteitsbedrijf Zuid-Holland (EZH) opgericht, maar dit was tot 1987 slechts een hoogspanningstransportbedrijf van de zes GEB's om elektriciteitsconsumptie en -productie beter op elkaar te kunnen afstemmen.

### Drenthe
In het noorden van Drenthe was sinds 1967 het Elektriciteitsbedrijf voor Groningen en Drenthe (EGD) actief. Het EGD was de opvolger van elektricteitsproducent PEB Groningen en het distributiebedrijf N.V. Maatschappij tot Aanleg en Exploitatie van Laagspanningsnetten. In het zuiden van de provincie Drenthe was de Overijsselse IJsselcentrale actief.

### Flevoland
De Noordoostpolder werd als toenmalig grondgebied van de provincie Overijssel bij de IJsselcentrale gevoegd. De Zuidelijke en Oostelijke Flevopolder werden toegevoegd aan het gebied van de Gelderse PGEM.